# Quissac (Gard)
Quissac (okzitanisch Quiçac) ist eine südfranzösische Gemeinde mit 3.449 Einwohnern (Stand: 1. Januar 2022) im Département Gard in der Region Okzitanien.

## Geografie
Quissac liegt in den südöstlichen Ausläufern der Cevennen in einer Höhe von ca. 80 m ü. d. M. ca. 45 km nordöstlich von Montpellier am Fluss Vidourle. Das Klima ist gemäßigt; Regen fällt über das ganze Jahr verteilt.
An der östlichen Gemeindegrenze verläuft der Fluss Crieulon mit seinem Hochwasserstaudamm Barrage de la Rouvière.

## Bevölkerungsentwicklung
| Jahr      | 1800 | 1851 | 1901 | 1954 | 1999 | 2017 |
| --------- | ---- | ---- | ---- | ---- | ---- | ---- |
| Einwohner | 1277 | 1770 | 1606 | 1460 | 2272 | 3216 |

Das Bevölkerungswachstum Ende des 20. und zu Beginn des 21. Jahrhunderts ist im Wesentlichen auf die Ansiedlung von Handwerk und Kleinindustrie zurückzuführen.

## Wirtschaft
Die Einwohner von Quissac lebten jahrhundertelang als Selbstversorger von den Erträgen ihrer Felder und Gärten; auch die Viehzucht (Schafe, Ziegen) spielte eine gewisse Rolle. Im Jahr 1874 wurde Quissac über eine Nebenstrecke an das französische Eisenbahnnetz angeschlossen und erlebte um die Jahrhundertwende einen kleinen wirtschaftlichen Aufschwung.

## Geschichte
Die Geschichte der Kleinstadt reicht bis ins Mittelalter zurück; die erste schriftliche Erwähnung des Ortes stammt aus dem Jahr 1274. Im 16. Jahrhundert setzte sich auch hier der Protestantismus weitgehend durch, wurde jedoch durch das Edikt von Fontainebleau (1685) verboten und anschließend verfolgt. Die Revolutionsjahre brachten den Kult der Vernunft und den Kult des höchsten Wesens; danach fand eine gewisse Liberalisierung statt.

## Sehenswürdigkeiten

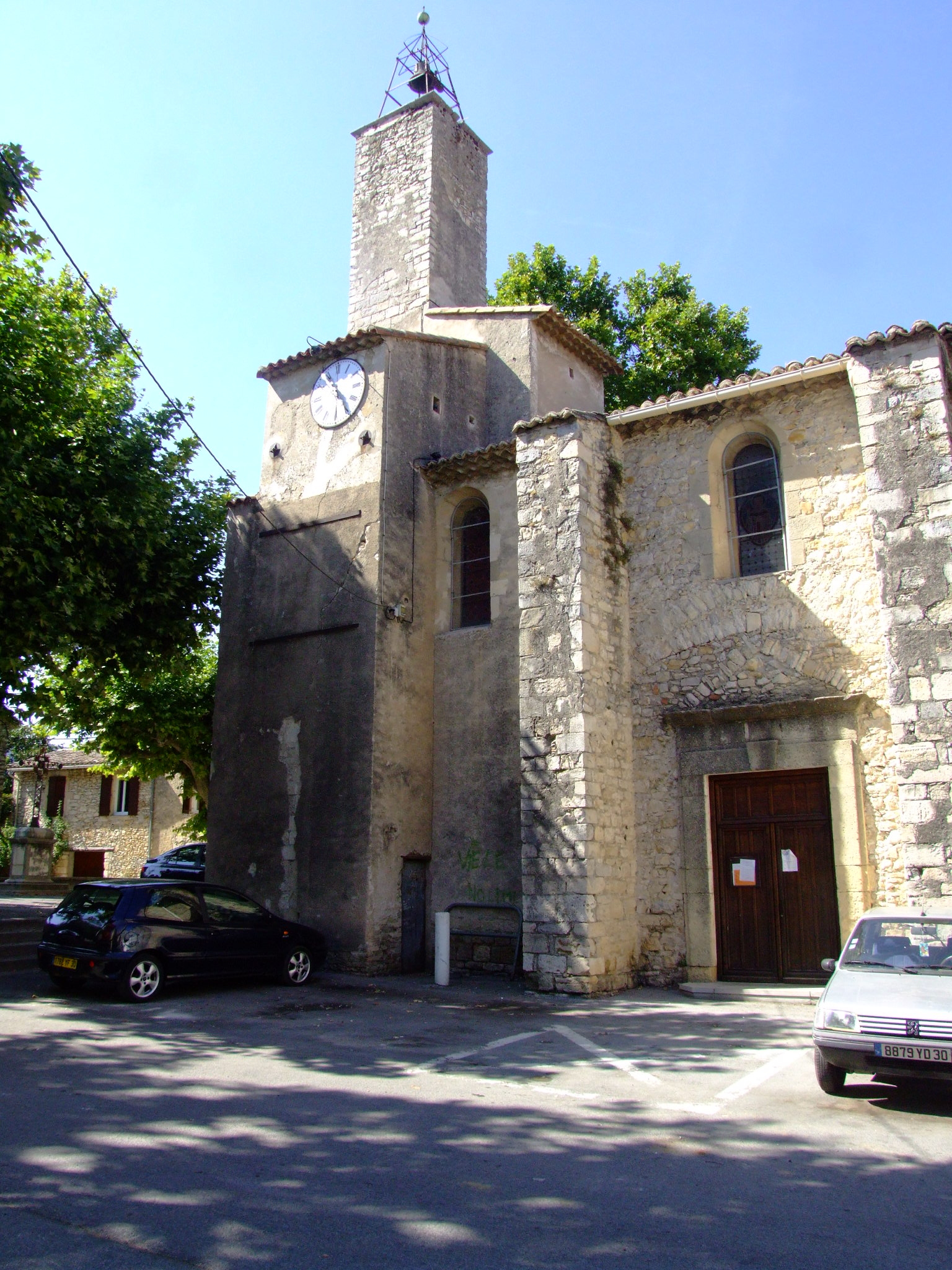
Kirche Saint-Faustin-et-Saint-Jovite

- Die Kirche Saint-Faustin-et-Saint-Jovite stammt aus dem Mittelalter; der weitgehend aus nur grob behauenen Bruchsteinen errichtete Bau wurde jedoch nach (Teil-)Zerstörungen während der Hugenottenkriege (1562–1598) im 17. Jahrhundert nahezu komplett erneuert.
- Die protestantische Kirche (temple) entstand in den 1830er Jahren; die auf Säulen ruhenden Seitenemporen wurden etwa 10 Jahre später eingebaut. Der äußerlich schlichte klassizistische Bau mit seinem imposanten Portikus wurde im Jahr 2012 zum Monument historique[3] erklärt.
- Das Rathaus (Hôtel de Ville) entstand zu Beginn des 20. Jahrhunderts.
- Die alte Brücke über den Vidourle wurde mehrfach bei Überschwemmungen des Flusses in Mitleidenschaft gezogen.
- Der großflächige Bautenkomplex des Château de Sabatier wurde im 18. Jahrhundert anstelle einer ursprünglich mittelalterlichen Domäne erbaut.

## Persönlichkeiten
- Raphaëlle Agogué (* 1981), Schauspielerin, in Quissac aufgewachsen